# Seda tailandesa

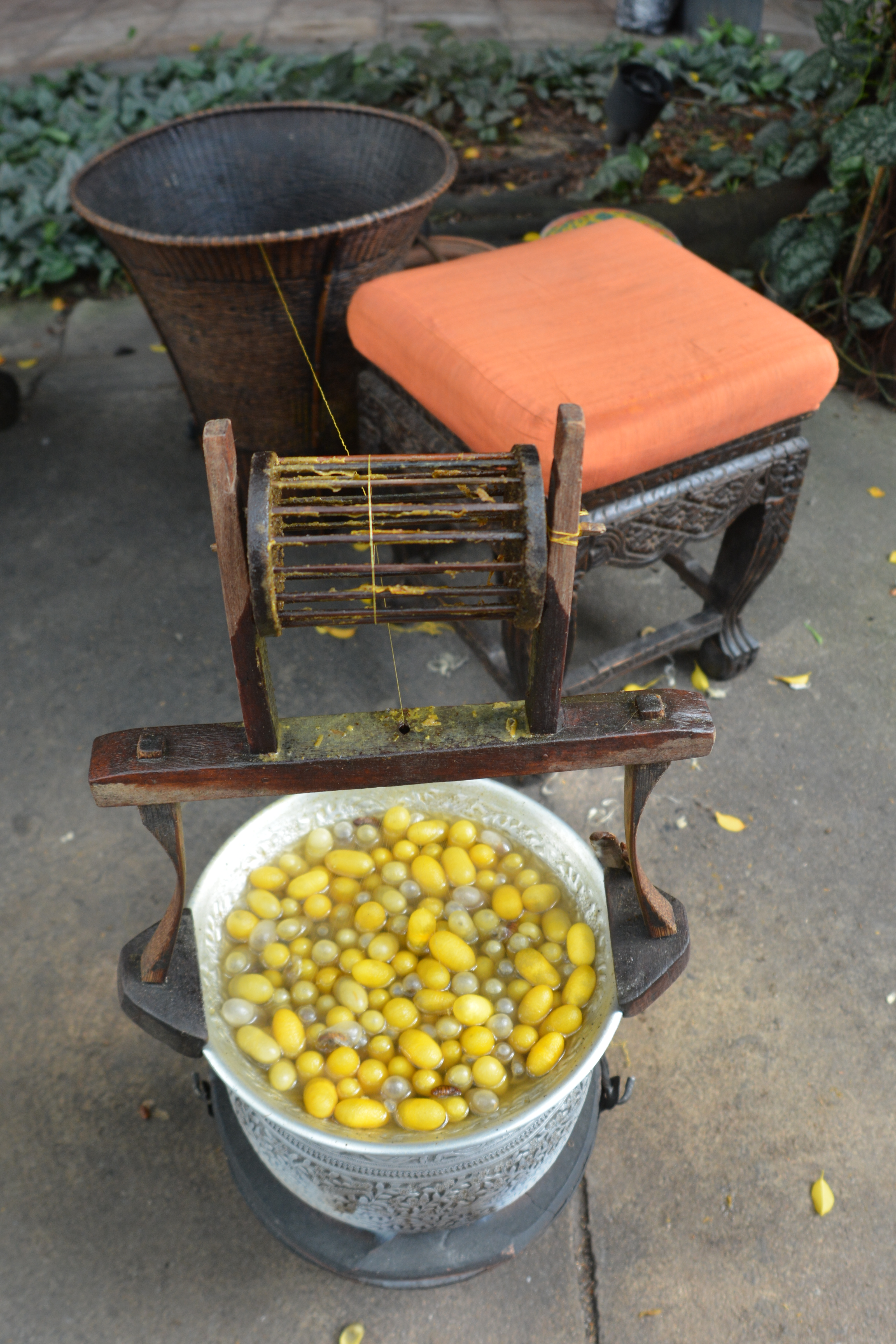
Capullos de seda y carrete para hilado en Thompson House.

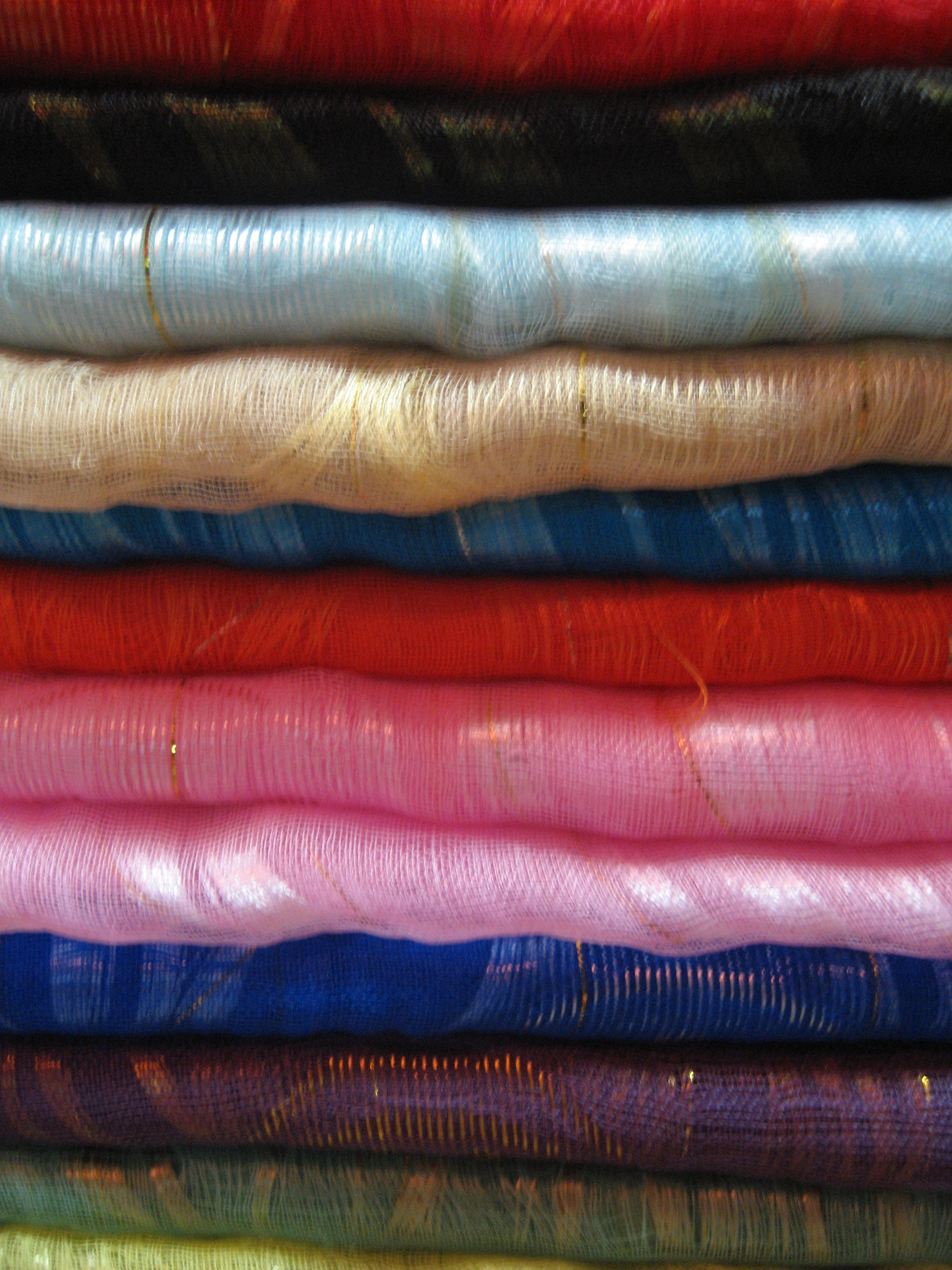
Seda tailandesa.

La seda tailandesa es un tipo de seda producida a partir de capullos de gusano de seda de Tailandia. Los tejedores tailandeses, principalmente de la Meseta de Khorat en la región noreste de Tailandia, alimentan a los gusanos con una dieta de hojas de morera. Khorat es el centro de la industria de la seda en Tailandia, que se desarrolló allí durante muchas generaciones.
En la actualidad, la seda tailandesa se destaca por sus cualidades especiales, con patrones y colores distintivos.

## Orígenes

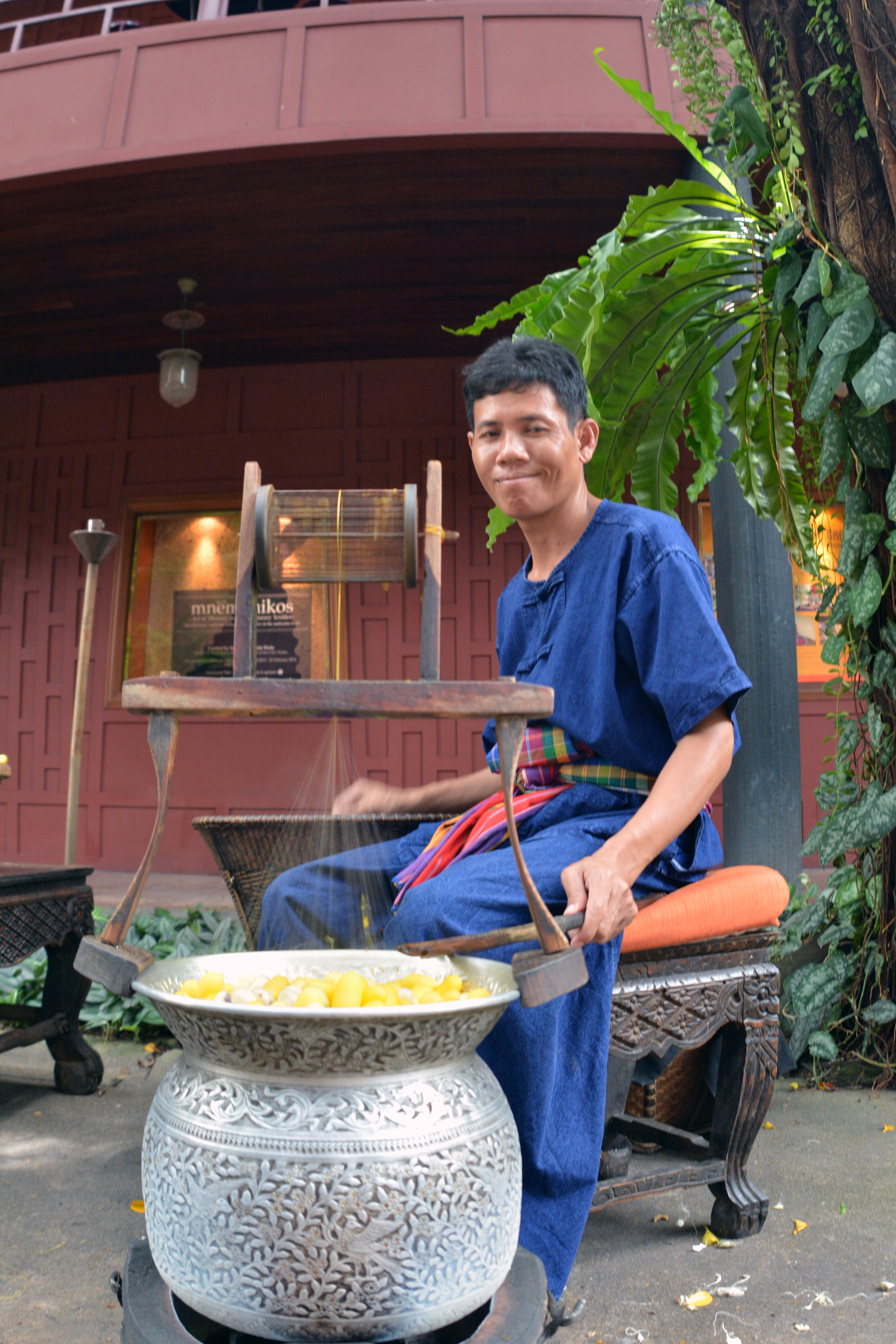
Hombre tailandés hila seda en Jim Thompson House.

La seda se originó en las antigua China e India donde hacia el año 2640 a. C. comenzó la práctica de tejer usando seda, los comerciantes chinos difundieron el uso de la seda por Asia mediante el comercio. Según algunos arqueólogos estaría demostrado que las fibras más antiguas conocidas de seda en Tailandia poseen más de 3,000 años de antigüedad y provienen de las ruinas de Ban Chiang. Muchos consideran que este sitio es la cuna de la más antigua civilización del sureste de Asia.
Sin embargo la seda producida en la meseta Khorat solo era usada para consumo doméstico, y la corte tailandesa prefería comprar seda china importada. A comienzos del siglo XX hubo un intento de desarrollar la industria, con ayuda del especialista japonés, Kametaro Toyama. Sin embargo este intento fracasó a causa de la falta de interés de los locales de producir para un mercado más amplio.
Al concluir la Segunda Guerra Mundial un oficial de la ex OSS llamado Jim Thompson decidió que era posible que la seda alcanzara popularidad en Estados Unidos y mediante sus contactos en Nueva York comenzó a promover el producto como si fuera un material tradicional originario de Siam. Sin embargo el material que creó guardaba poca relación con lo que se había producido previamente en Siam. Pero mediante una campaña de mercadeo inteligente y desarrollando una serie de diseños "tailandeses", tuvo éxito en lograr que la seda tailandesa alcanzara el estatus de una marca.
En un artículo publicado en 1949 en el Bangkok Post, Alexander MacDonald indicaba que, "...a partir de unos restos de historia dispersos, de culturas tomadas prestadas de los vecinos de Siam, y de colonias de gusanos de seda siameses gordos, Jim Thompson está intentando desarrollar un modesto negocio." Durante la década de 1950 los tailandeses no se interesaron por la seda tailandesa, ya que solo la consideraban apropiada para vestidos lujosos. En cambio, fueron los turistas norteamericanos los que contribuyeron al desarrollo local de una industria de la seda en Tailandia. En 1951, la obra El rey y yo se estrenó en Broadway, la misma estaba ambientada en una corte tailandesa de mediados del siglo XIX y todos los vestidos estaban confeccionados con seda tailandesa. La producción obra de Irene Sharaff, permitió promocionar el material entre la audiencia norteamericana, y alimentó el interés por el país.
Durante toda la década de 1950, se inauguraron numerosos comercios de venta de seda en Bangkok. Pero los mismos vendían en su mayoría a los turistas. Los norteamericanos afluentes compraban en el negocio de Jim Thompson grandes cantidades de tela y se la llevaban de regreso a Estados Unidos para que allí les confeccionaran ropa y vestidos. En cambio los tailandeses no se mostraron interesados en el producto ya que era costoso, y poco apropiado para usar en el clima cálido.

## Hilado

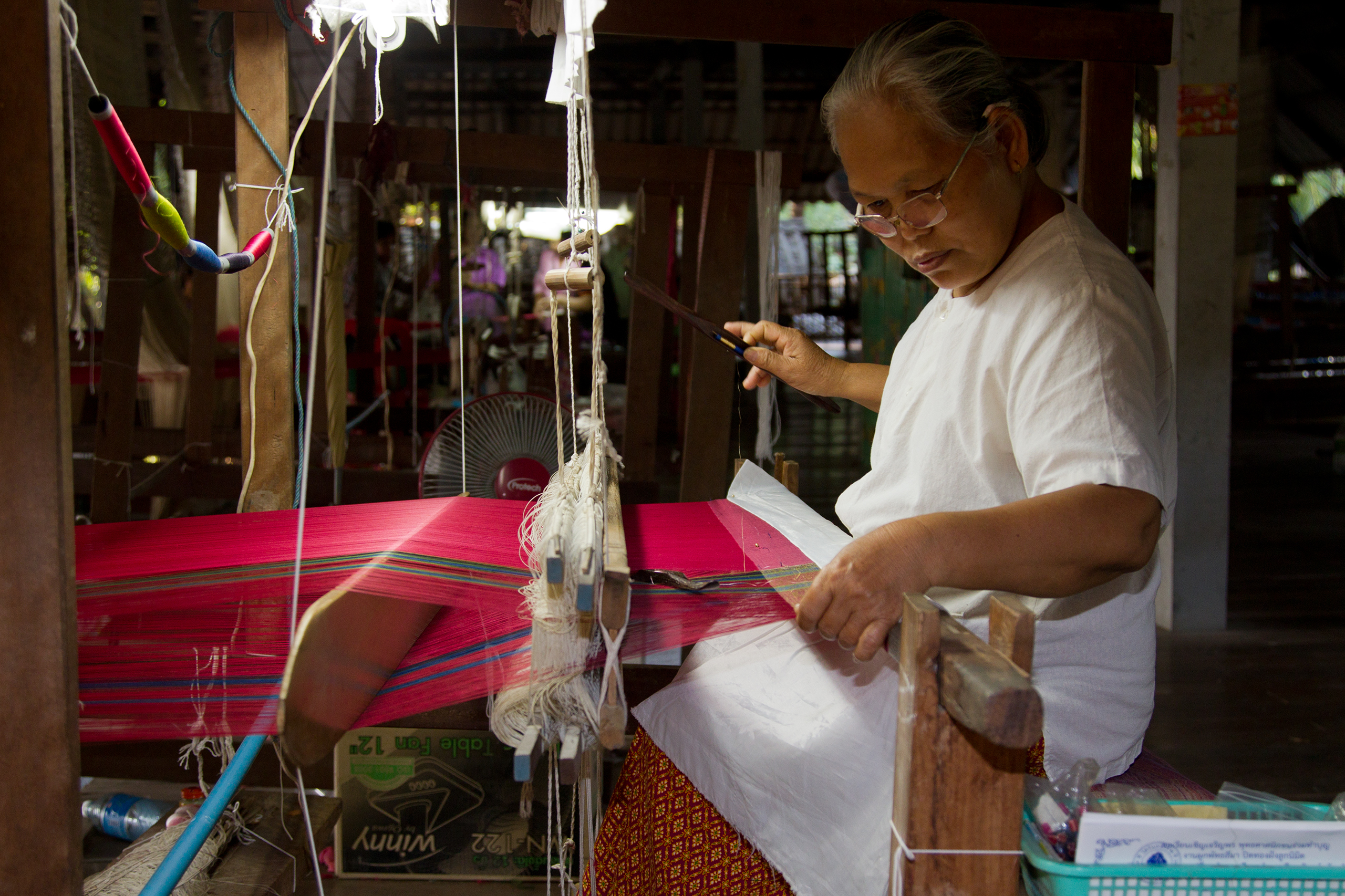
Una mujer tejiendo seda tailandesa en la Provincia de Surin.

La producción de la seda tailandesa comienza con el Bombyx mori, un pequeño gusano de seda que crece a partir de los huevos de una mariposa de la seda. Durante su primer año de vida, estos gusanos se alimentan de las hojas de los árboles de morera antes de construir un capullo con su saliva.
En su forma original apenas extraída del capullo, la seda bruta es irregular. Los hilanderos tailandeses separan los capullos de los arbustos de morera y los sumergen en un recipiente con agua hirviendo para separar las hebras de seda del gusano dentro del capullo.
El Bombyx mori por lo general produce hebras de seda de diferentes colores, que van desde el dorado claro al verde muy claro, y cada capullo tiene hebras que miden entre 450 m a 1,350 m.
Un filamento de hebra es muy delgado para poderlo utilizar en la confección de textiles, por lo que las mujeres tailandesas combinan numerosas hebras para producir una fibra más gruesa. Para ello ovillan a mano las hebras sobre un huso de madera para obtener así un hilo uniforme de seda cruda. El proceso es muy tedioso y toma casi 40 horas producir medio kilo de seda tailandesa.
Aunque hay fábricas que utilizan una máquina devanadora para realizar esta tarea, pero la mayor parte de la seda es devanada a mano. La diferencia estriba en que con las hebras devanadas a mano se producen tres tipos de seda: dos tipos finos que son ideales para producir telas livianas y una variedad de seda más gruesa confeccionar telas más pesadas.
La tela de seda es luego remojada en agua caliente y blanqueada antes del teñido para eliminar el tono amarillo natural de las hebras de seda tailandesa. Para ello las madejas de hebras de seda son sumergidas en grandes tinas con peróxido de hidrógeno. Una vez enjuagada y secada, la seda es hilada con una rueca tradicional operada manualmente.

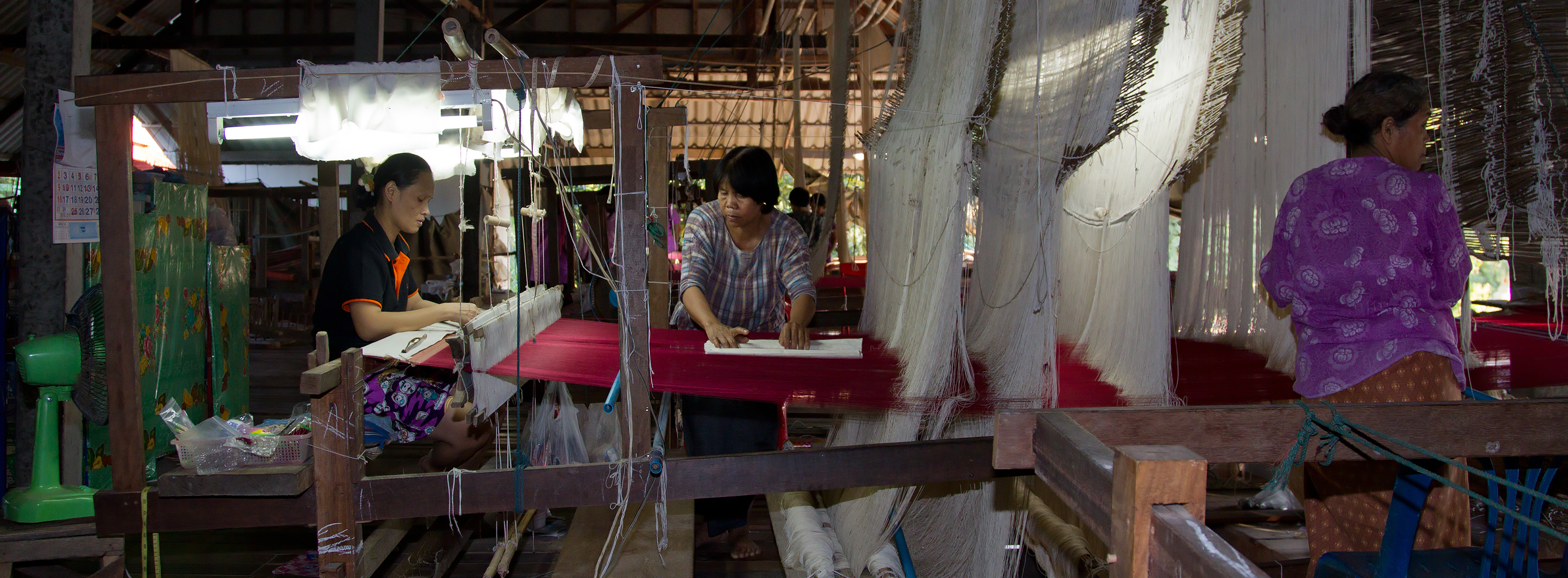
Tres mujeres operando un telar manual tradicional en Surin.

## Identificación
Dado que la seda tailandesa tradicional es tejida a mano, cada paño de tela de seda es único y no es posible duplicarlo. En cambio la seda artificial es tejida a máquina, por lo que cada parte de la tela es idéntica y tiene el mismo color.
Además, la seda tailandesa posee un lustre distintivo, with a sheen that has two unique blends: un color para la urdimbre y otro para la trama. La tonalidad del color varia cuando se coloca un trozo de tela de seda tailandesa con distintos ángulos de incidencia de la luz.
Adicionalmente, la seda tailandesa al quemarse huele a pelo quemado, evidencia de la fibra natural producida por el gusano de seda, cuya composición es similar a la del cabello humano y uñas. Si se desplaza la llama. la seda tailandesa inmediatamente deja de quemarse. La seda artificial al ser quemada huele a plástico.
En cuanto a su precio la seda tailandesa es por lo general 10 veces más cara que la seda artificial.

## Galería

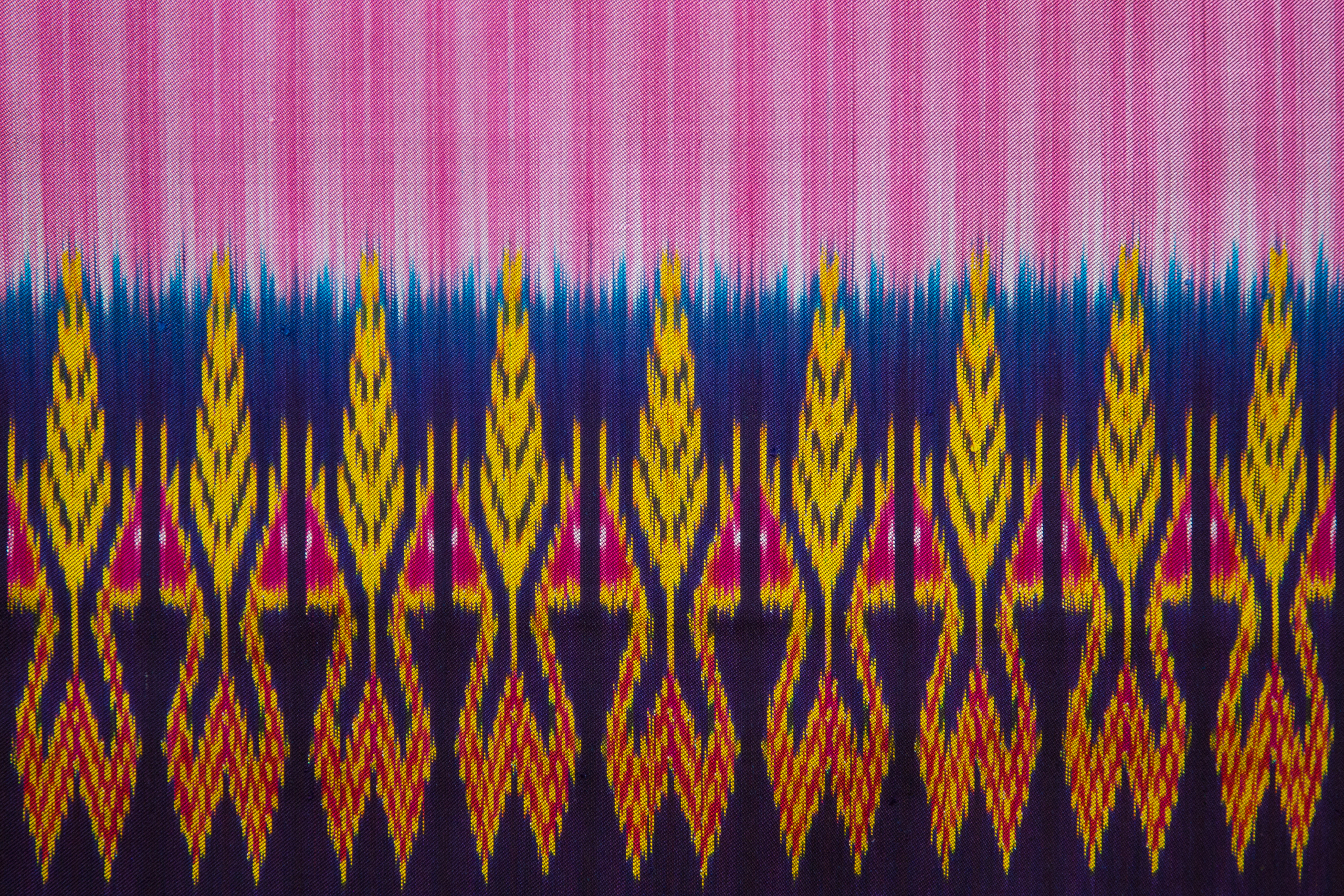
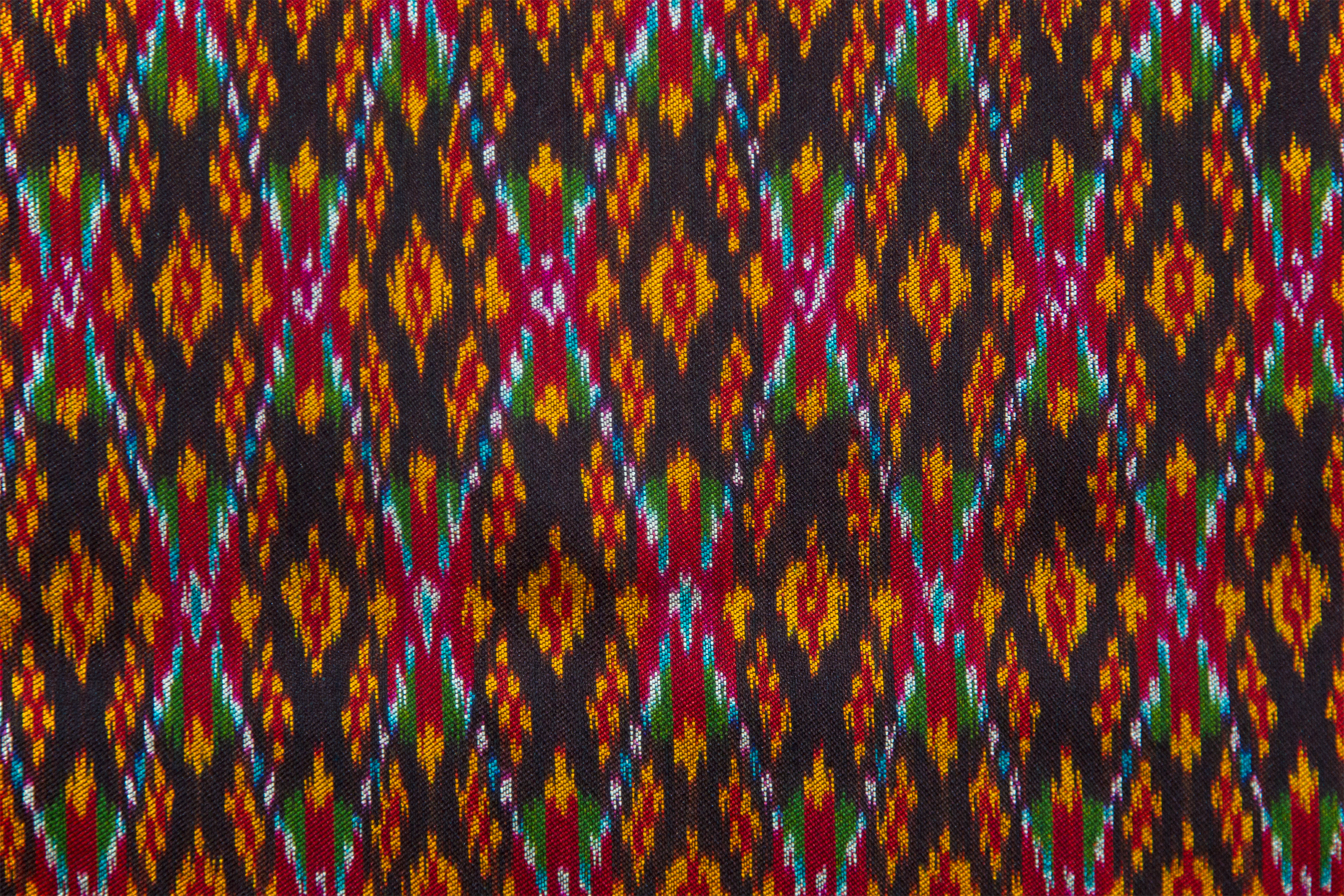
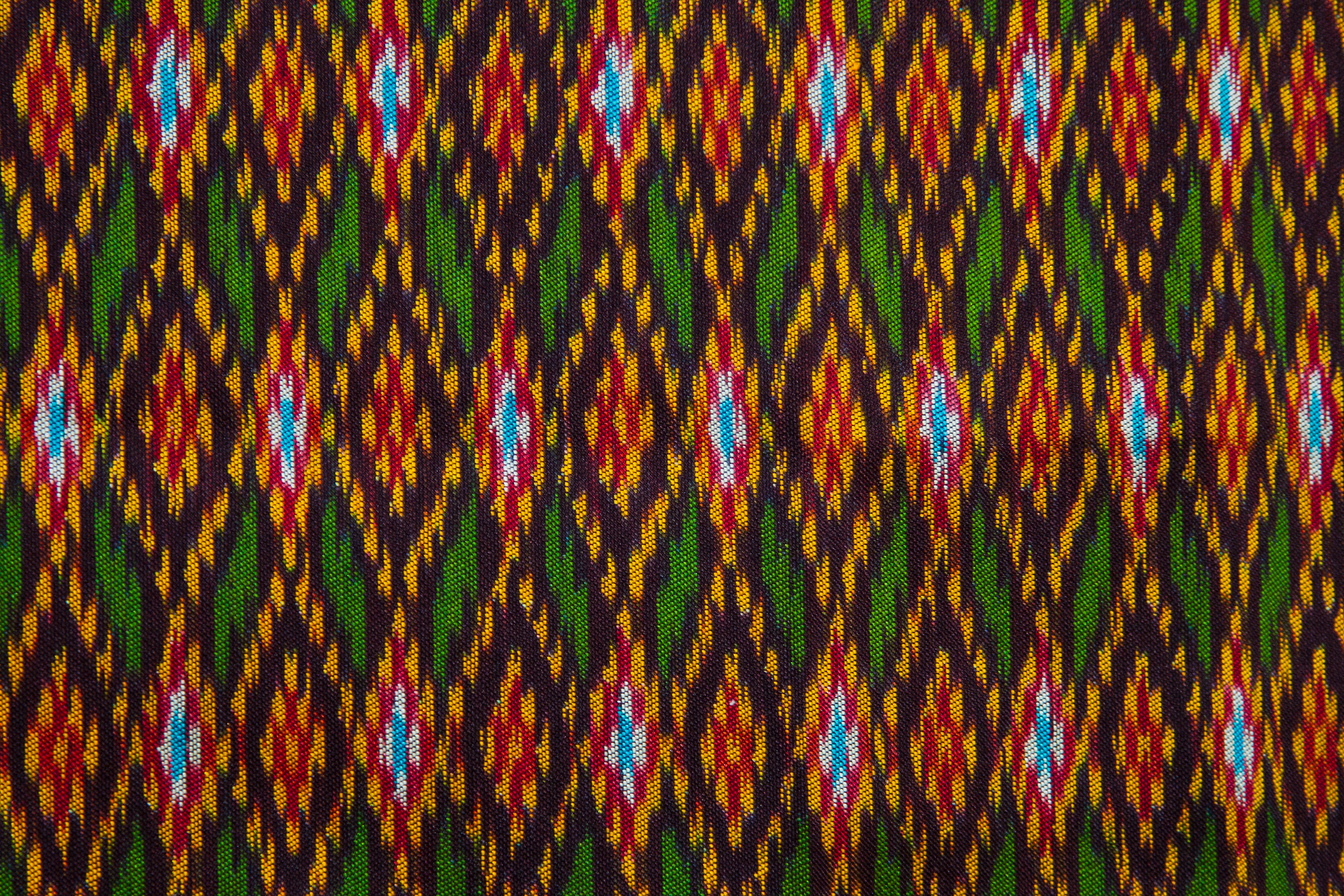
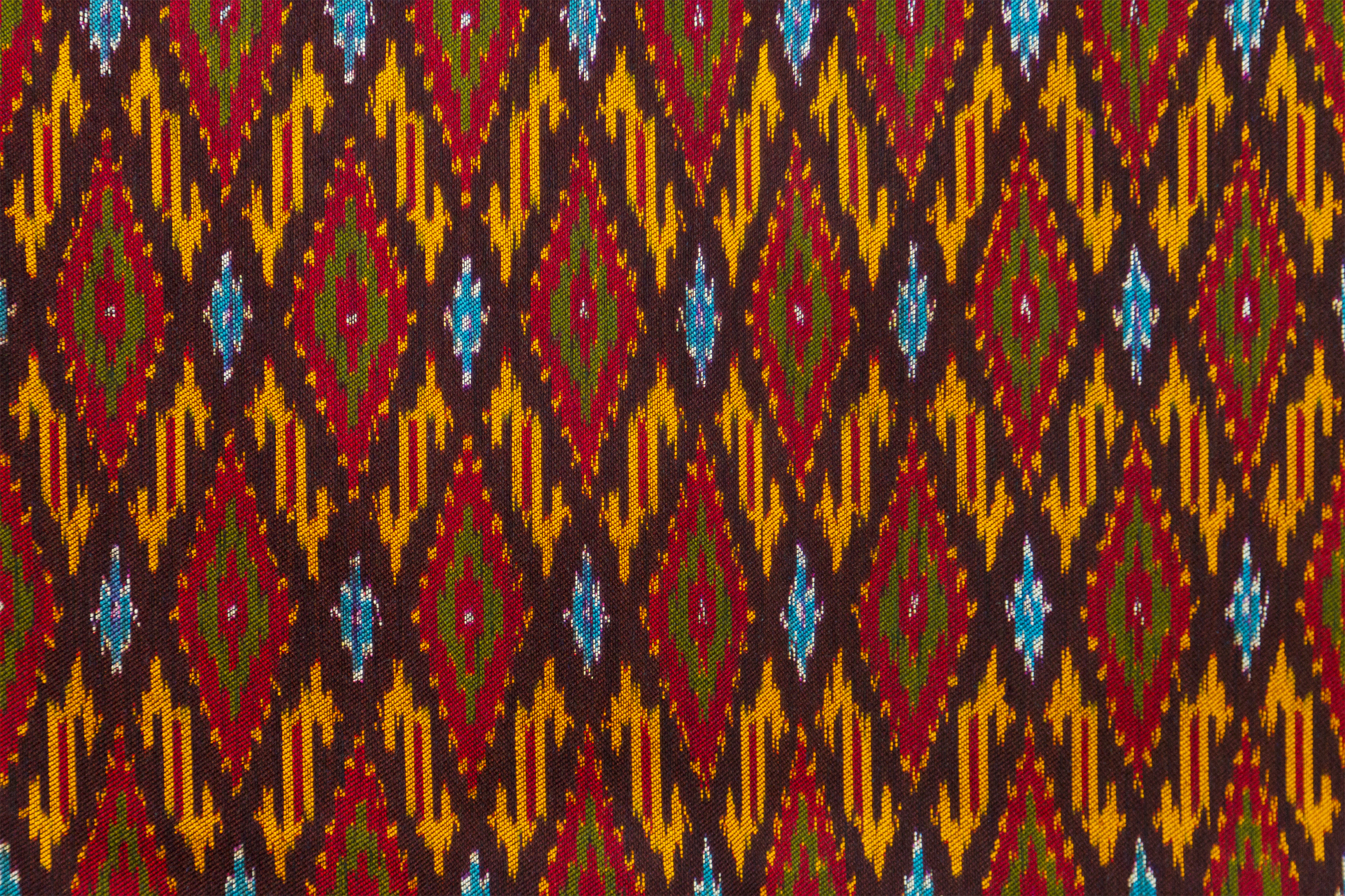
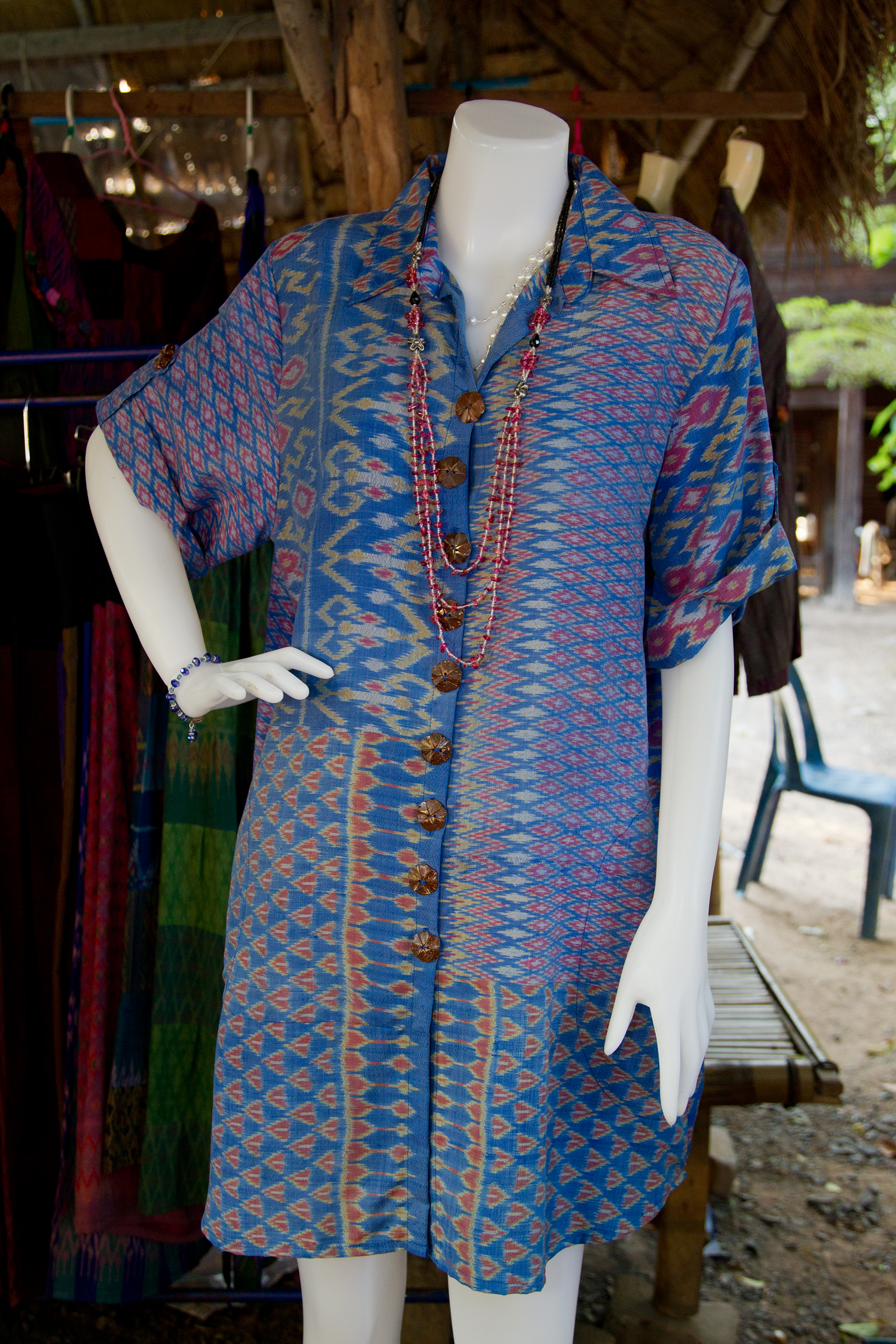
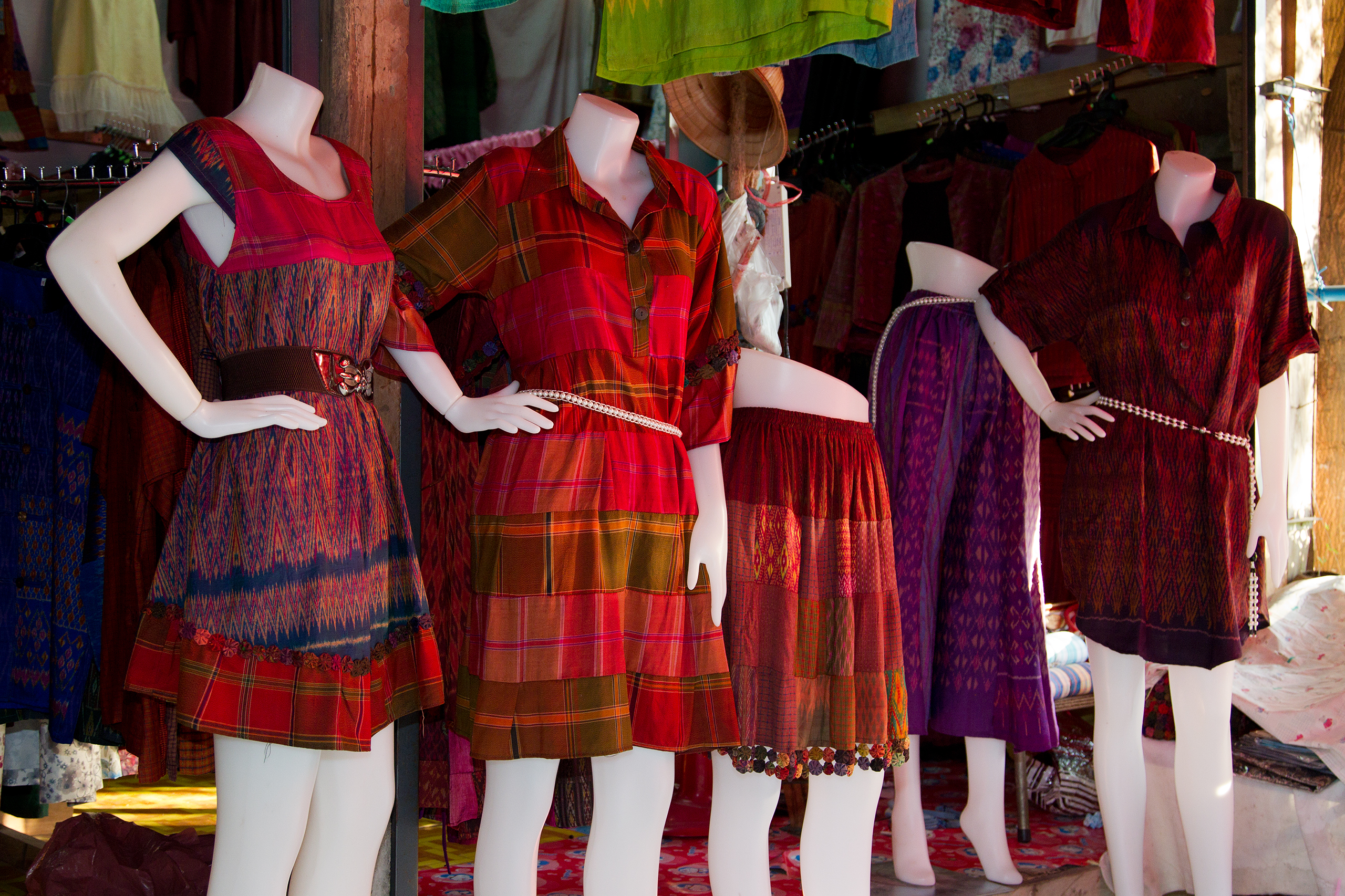
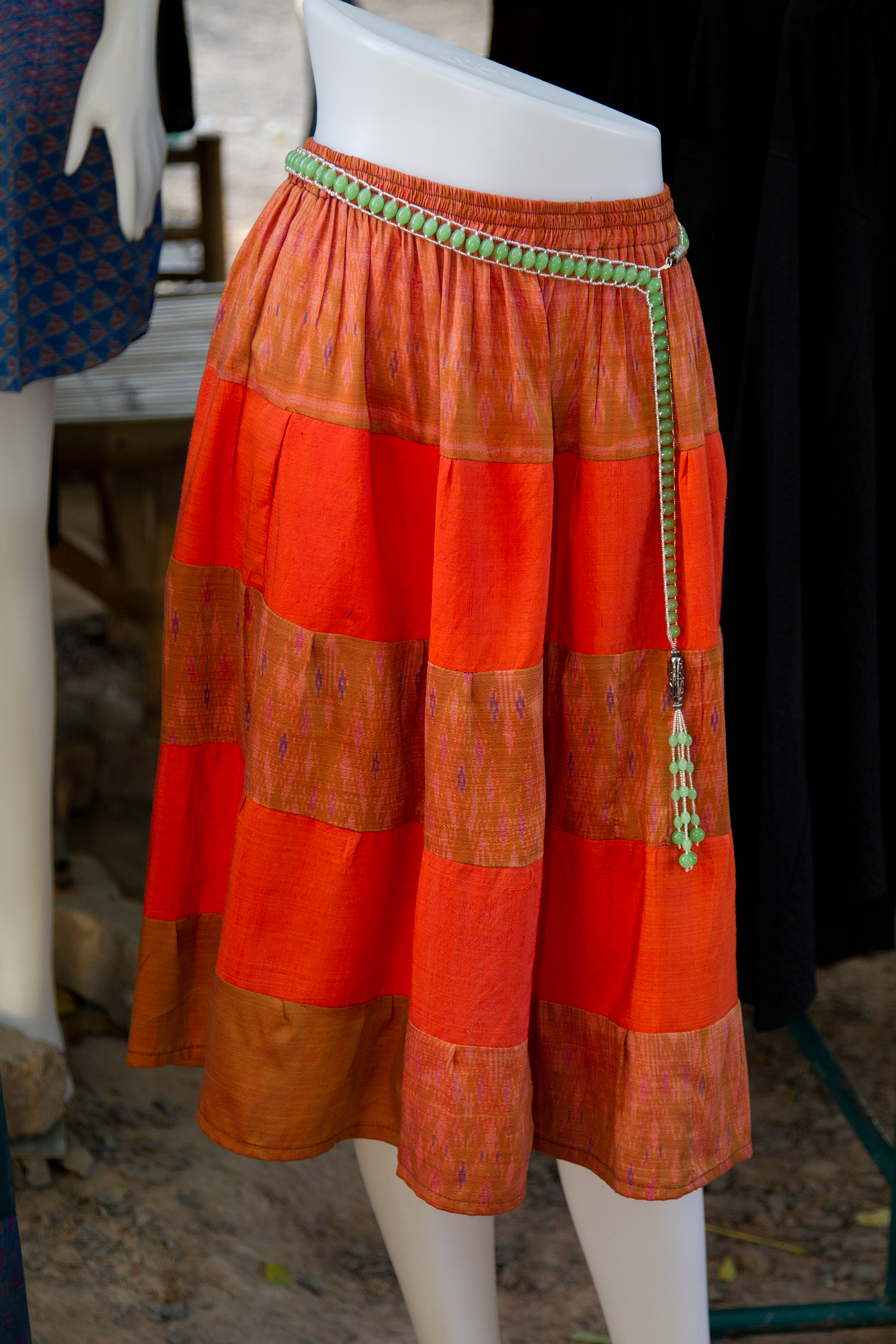
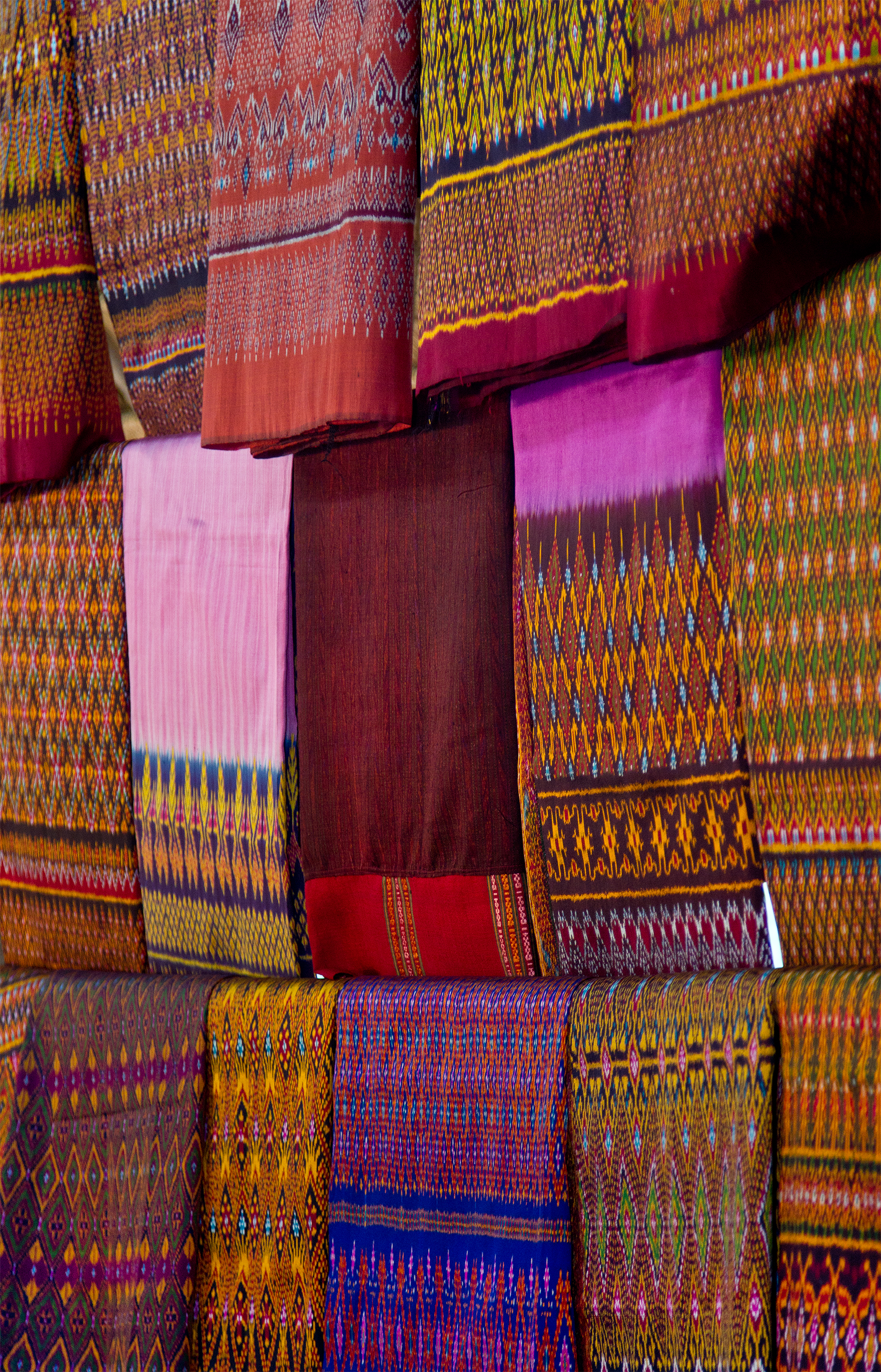